# Ko Phi Phi Leh
Ko Phi Phi Leh (thailändisch เกาะพีพีเล, RTGS Ko Phi Phi Le) ist eine Insel der Phi-Phi-Inselgruppe (หมู่เกาะพีพี Mu Ko Phi Phi) in der Andamanensee. Sie gehört zur südthailändischen Provinz Krabi und ist Teil des Hat Noppharat Thara – Mu Ko Phi Phi Nationalparks.

## Geographie
Ko Phi Phi Le ist mit 6,6 km² die zweitgrößte Insel der Gruppe nach Ko Phi Phi Don. Die Insel besteht aus steilen Kalksteinfelsen, die zwei flache Buchten, die Maya-Bucht (อ่าวมาหยา Ao Maya, auch „Mahya Bay“) und Loh Samah, umgeben. Rund um die Insel ist das Meer nur etwa 20 m tief.
Im Nordosten der Insel befindet sich die Wai-King-Höhle (ถ้ำไวกิ้ง, auch „Viking-Höhle“), in der früher Schwalben-Nester gesammelt wurden. König Bhumibol Adulyadej gab ihr den Namen „Phaya-Nak-Höhle“ (ถ้ำพญานาค), da eine Steinformation einem Naga-Kopf ähnelt, den die Einheimischen verehren. An den östlichen und den südlichen Wänden der Höhle finden sich historische Wandmalereien von Elefanten und verschiedenen Schiffen.

## Nutzung
Die Insel gehört seit 1983 zum maritimen Nationalpark Hat Noppharat Thara - Mu Ko Phi Phi (อุทยานแห่งชาติหาดนพรัตน์ธารา-หมู่เกาะพีพ). Bebauung wurde bis zum Jahr 2004 vermieden; seitdem sind einige Bauvorhaben entstanden. Touristen haben eine Gebühr von 400 Baht zu entrichten, bevor sie die Insel betreten dürfen. Die Maya-Bucht ist bei Tauchern beliebt.

### Massentourismus und Umweltschäden
Für die Dreharbeiten zum Film The Beach ließ die Produktionsfirma 20th Century Fox im Jahr 1999 den Strand der Insel planieren und Bewuchs roden, um den Strand künstlich zu vergrößern. Obwohl nach Beendigung der Dreharbeiten Bemühungen unternommen wurden, um die Eingriffe rückgängig zu machen, wurden Befürchtungen laut, dass die entstandenen Schäden am Ökosystem irreversibel seien. Entsprechend sahen sich 20th Century Fox und einige thailändische Regierungsmitglieder verschiedenen Klagen ausgesetzt. 2006 bestätigte der thailändische Oberste Gerichtshof ein Urteil des Berufungsgerichts, dass die Dreharbeiten der Umwelt geschadet hätten.
Als Folge des kommerziellen Erfolges von The Beach erhöhte sich der Bekanntheitsgrad der Insel schlagartig. In der Folge kam es ab dem Jahr 2000 zu einem stark zunehmenden Touristenstrom und letztlich zum Massentourismus. Zeitweilig drängten sich täglich rund 5000 Touristen an den nur etwa 250 Meter langen und 15 Meter breiten Maya-Strand. Da die Insel über keine Kanalisation oder Kläranlage verfügt, gelangte das Abwasser ungereinigt ins Meer. Laut Nationalparkverwaltung wurden durch die so verursachte Verschmutzung der Maya-Bucht 80 Prozent der Korallenbänke zerstört.
Am 1. Juni 2018 wurde die Maya-Bucht für vier Monate gesperrt, damit die Natur sich von den Touristenmassen erholen kann. Da sich bei den Untersuchungen in den Folgemonaten weit gravierendere Umweltschäden als zuvor angenommen herausstellten, wurde die Sperre am 1. Oktober des Jahres auf unbestimmte Zeit, zumindest aber für ein Jahr, verlängert. Am 4. Januar 2022, also nach über drei Jahren Schließung, wurde die Bucht wieder für Touristen geöffnet. Seit August 2023 wird die Maya-Bucht in der Regenzeit, zwischen 01.08. und 30.09. eines jeden Jahres, geschlossen, damit sich das fragile Ökosystem erholen kann.